# جوزپه پریسکو
جوزپه پریسکو، که او را با نام پپینو پریسکو می‌شناسند. او در ۱۰ دسامبر ۱۹۲۱ در شهر میلان به دنیا آمد و در سال ۱۲ دسامبر ۲۰۰۱ فوت کرد. او یک وکیل و مدیر ورزشی بود.
او مدیر تیم فوتبال اینترمیلان بین سال‌های ۱۹۶۳ تا ۲۰۰۱ بود.

## زندگی شخصی
پدرش از «توره آنوتزیا» از استان «ناپل» به میلان آمده بود؛ ولی مادر او اهل میلان بود. او با «ماریا ایرنه» ازدواج کرد و دو بچه به نام‌های «لویجی ماریا» و «آنا ماریا» حاصل ازدواج آن دو بود. او در سال ۱۹۴۴ فارغ التحصیل رشته حقوق خود شد و در ۱۰ می ۱۹۴۶ به عنوان یک وکیل و حقوقدان کار خود را آغاز نمود. او یکی از مشهورترین وکیل‌های جناییی در زمان خودش بود. او رئیس کانون وکلای دادگستری شهر میلان بود. او در ۱۲ دسامبر ۲۰۰۱ و درست دو روز بعد از تولد ۸۰ سالگی درگذشت.

## افتخارات
در زمان مدیریت او در اینترمیلان تمامی افتخارات فوتبالی را بدست آورد:
· ۶ قهرمانی در سری آ
· ۲ قهرمانی در جام باشگاه‌های اروپا
· ۲ قهرمانی جام بین قاره ای
· ۳ قهرمانی در جام یوفا
· ۲ قهمرانی در کوپا ایتالیا
· ۲ قهرمانی در سوپر کاپ ایتالیا